# Wifredo Lam
Wifredo Lam, właśc. Wifredo Oscar de la Concepción Lam y Castilla (ur. 8 grudnia 1902 w Sagua la Grande na Kubie, zm. 11 września 1982 w Paryżu) – jeden z czołowych malarzy XX wieku, uważany za prekursora metysażu w sztukach plastycznych (hiszp. mestizaje plástico). Większość swojego życia spędził w Europie. Stworzył własny styl malarstwa, będący unikatową syntezą nowoczesnych środków wyrazu, elementów kultur afrykańskich i latynoamerykańskiej oraz pozostałych kultur, w których żył. Wprowadził do sztuki nowoczesnej elementy kultury afrokubańskiej.

## Życiorys
Urodził się w 1902, w kubańskiej prowincji Villa Clara, w Sagua la Grande. Jego ojciec był chińskim imigrantem, matka Mulatką pochodzenia afrykańskiego i hiszpańskiego. Studiował w szkole plastycznej w Hawanie. Po otrzymaniu w 1923 stypendium wypłynął do Hiszpanii, gdzie kontynuował studia malarskie w Prado u Fernando Alvareza de Sotomayora i dogłębnie zapoznał się z malarstwem europejskim, spędzając wiele godzin w muzeach i na wystawach. Odkrył surrealizm i malarstwo Picassa. W 1929 ożenił się z Ewą Piriz. W 1931 żona i ich mały synek zmarli na gruźlicę. Lam przeżywał okres ogromnego cierpienia. Podczas wojny domowej brał udział w obronie Madrytu po stronie republikanów.
W 1938 przybył do Paryża z listem polecającym do Picassa. Pablo Picasso i André Breton wprowadzili go w kręgi awangardy paryskiej, do której należeli między innymi Georges Braque, Fernand Léger, Joan Miró, Michel Leiris, Tristan Tzara, Pierre Mabille. W 1939 odbyła się pierwsza indywidualna wystawa Lama w Paryżu, w galerii Pierre’a Loeba, w Nowym Jorku z kolei w galerii Perls wspólna wystawa Picassa i Lama.
W 1940, kiedy armia Hitlera wkracza do Paryża, Lam – uciekając przed niemiecką okupacją do strefy nieokupowanej – przedostał się do Marsylii, gdzie wcześniej przybyło wielu z jego przyjaciół, dokąd dotarła też Helena Holzer, partnerka Lama od 1939. Villa Air Bel, gdzie mieszkał André Breton, stała się centrum regularnych spotkań, twórczej działalności i eksperymentów surrealistów (oprócz Bretona, jego żony Jacqueline, Lama i Heleny, bywali tam m.in. Brauner, Dominguez, Hérold, André Masson, a później również Marcel Duchamp i Max Ernst). Lam powiedział później: „Byłem pod wielkim wrażeniem wymiaru poetyckiego ... walki o twórczość ... pracowaliśmy w grupie przez prawie rok.” Na prośbę Bretona, Lam zilustrował jego wiersz  Fata Morgana, skonfiskowany zaraz przez rząd Vichy. Pod koniec pobytu Lama w Marsylii, jego dwa gwasze kupuje Peggy Guggenheim. W marcu 1941 Lam i Helena Holzer wraz z grupą około trzystu artystów i intelektualistów (w tym Andre Breton, Claude Lévi-Strauss), opuścili Francję statkiem, który płynął na Martynikę. Ponieważ nie udało mu się uzyskać wizy meksykańskiej, Lam podjął decyzję powrotu na Kubę. Kiedy statek zatrzymał się na Martynice, Lam spotkał poetę, Aimé Césaire, twórcę pojęcia i współtwórcę ruchu literacko-politycznego négritude. Zawarta między malarzem i poetą przyjaźń przetrwała całe życie.
Kiedy statek przypłynął na Kubę, Lam był wstrząśnięty tym, co widzi, a 18 lat nieobecności dodało jego spojrzeniu ostrości. Przeszłość kolonialna – wciąż bardzo żywa, dyskryminacja potomków niewolników, bieda i degradacja ich kultury sprawiły wrażenie, że znalazł się w piekle. Aby przeżyć to piekło, musiał w swoich obrazach dać wyraz temu, co widzi i co czuje. Zdecydowałem, że moje malarstwo nie będzie odpowiednikiem pseudo-kubańskiej muzyki z nocnych klubów. Odmówiłem malowania cza-czy. Z całego serca pragnąłem namalować dramat mojego kraju, ale poprzez wyrażenie ducha murzyńskiego, piękna sztuk plastycznych czarnych. W ten sposób mógłbym zadziałać jak koń trojański, który wydobędzie z siebie fantastyczne postaci o mocy zaskoczenia, zaniepokojenia snów wyzyskiwaczy. Wiedziałem, że może mnie nie zrozumieć ani człowiek z ulicy ani inni. Ale prawdziwy obraz ma moc poruszenia wyobraźni, nawet jeśli nie stanie się to od razu.
Interesował się afrokubańskimi rytuałami i ceremoniami, w towarzystwie etnografki Lydii Cabrera i innych znajomych, często brał w nich udział. Podczas czteromiesięcznego pobytu na Haiti uczestniczył w ceremoniach Voodoo wraz z André Breton. Jego malarstwo przeszło radykalną transformację. Powrót do świata dzieciństwa, ponowne zetknięcie z kulturą afrokubańską i tropikalną przyrodą, w połączeniu z wpływem, jaki wywarł na niego wcześniej kubizm i surrealizm (przede wszystkim jako nauczyciele wolności w twórczości), spowodowały narodziny niepowtarzalnego malarstwa, którego nie da się zakwalifikować do żadnego stylu. Na obrazach pojawiały się hybrydalne figury w ciągłej przemianie między postaciami ludzkimi, zwierzęcymi, demonicznymi, roślinnymi, wśród elementów religii afrokubańskiej i na tle tropikalnej przyrody. Jednak malarstwo Lama nigdy nie było ani nawet nie otarło się o malarstwo dydaktyczne. Kompozycje wykraczają poza ograniczenia pojedynczej kultury czy cywilizacji. Ich źródłem jest raczej wspólny zbiór obrazów i postaci, które człowiek tworzy od zarania dziejów próbując zgłębić swoje człowieczeństwo i duchowość.
Najsłynniejszy obraz Lama, Dżungla, pochodzi z 1943. Pokazany w 1944 w Nowym Jorku wywołał skandal. Rok później zakupiło go MOMA (Museum of Modern Art w Nowym Jorku). Lam od 1942 roku wystawiał regularnie na Kubie i w Nowym Jorku. Wkrótce również na Haiti, we Francji, Szwecji, Anglii, Meksyku, w Moskwie i Pradze. Pisały o nim prestiżowe międzynarodowe czasopisma o sztuce. W 1946 roku podczas pobytu w Nowym Jorku spędzał czas z Marcelem Duchampem, Isamu Nogutchi, Arshile Gorkym, Johnem Cage'em, Yves’em Tanguy. Styl jego malarstwa ewoluował, pojawiło się w nim więcej symboli ezoterycznych.
W 1951 Lam rozwiódł się z Heleną Holzer (którą poślubił w 1944). W 1952 zdecydował się zamieszkać w Paryżu. Do końca życia regularnie odwiedzał Kubę. W roku 1955 spotkał szwedzką artystkę Lou Laurin, którą poślubił w 1960 roku i z którą miał trzech synów. W 1958 na zaproszenie Asgera Jorna przybył do Albissoli, małego miasta na wybrzeżu liguryjskim we Włoszech, gdzie mieszkało lub spędzało lato wielu artystów (m.in. Lucio Fontana, Piero Manzoni, Enrico Baj) i które kipiało od działań artystycznych. Kupił w Albissoli dom, gdzie spędzał większość czasu każdego roku.
Wzrosła jego sława międzynarodowa. W latach 50. postaci na jego obrazach nabrały bardziej geometrycznych kształtów, stały się bardziej abstrakcyjne, pojawiła się również femme-cheval (kobieta-koń), hybrydalna postać zainspirowana ceremoniami voodoo, podczas których zachowanie osoby opanowanej przez ducha przypomina ruchy konia. W latach sześćdziesiątych kończyny postaci z obrazów wydłużyły się, postaci zajmowały często całe płótno, zamieniając się, jak nazwał to Alain Jouffroy, w kosmicznych akrobatów. Tło obrazów ujednoliciło się. W 1959 Lam został zaproszony i wziął udział w documenta 2, a w roku 1964 w documenta 3. W 1964 Lam otrzymał Międzynarodową Nagrodę Guggenheima. W 1972 jego prace zostały pokazane na Biennale w Wenecji. W latach 70. malował mniejsze i bardziej kolorowe obrazy, często przesycone ironią i poczuciem humoru.
Od lat 60. Lam poświęcał się coraz intensywniej grafice. Był współautorem wielu beau livres – portfolio, zawierających teksty poetów lub pisarzy (m.in.  Artaud, Césaire, Jouffroy, Márquez) zilustrowane przez Lama. W latach 70. zajmował się też intensywnie ceramiką. Tworzył przede wszystkim talerze i wazy, będące jednocześnie rzeźbami. Nadawał im często tytuły odnoszące się do religii kubańskich i haitańskich.
Lam zmarł 11 września 1982 w Paryżu. Był już wtedy uznanym i sławnym malarzem, któremu zorganizowano na świecie ponad 100 wystaw. Po pogrzebie w Paryżu, jego prochy spoczęły, po oficjalnych ceremoniach, w Hawanie.
W Polsce miał wystawy indywidualne w Muzeum Sztuki w Łodzi w 1968 oraz w Galerii Krzysztofory i w Galerii Sztuki Latynoamerykańskiej w Krakowie w roku 1985, oraz brał udział w wystawach zbiorowych w Warszawie, Krakowie, Lublinie, Wrocławiu i kilku innych miastach w latach: 1959, 1971 i 1988.

## Wystawy (wybór)
- „Wifredo Lam Peintures”. Galerie Pierre, Paryż. 30 czerwca – 14 lipca 1939.
- „Drawings by Picasso and Gouaches by Wifredo Lam”. Perls Gallery, Nowy Jork. 13 listopada – 2 grudnia 1939.
- „Lam Paintings”. Pierre Matisse Gallery, Nowy Jork. 17 listopada – 5 grudnia 1942.
- „Lam Paintings”. Pierre Matisse Gallery, Nowy Jork. 6 – 24 czerwca 1944.
- „Lam Paintings”. Pierre Matisse Gallery, Nowy Jork. 20 listopada – 8 grudnia 1945.
- „Wifredo Lam”. Galerie Pierre, Paryż. 12–31 grudnia 1945.
- „Lam” Centre d’Art Galerie, Port-au-Prince, Haiti, 24 stycznia – 3 lutego 1946.
- „The Cuban Painter Wifredo Lam”. The London Gallery, Londyn. 5–30 listopada 1946.
- „Lam: Obras Recientes 1950”. Parque Central, Hawana. 2–15 października 1950.
- „Wifredo Lam”. Museo de Bellas Artes, Caracas, 8–22 maja 1955.
- „Wifredo Lam”. University of Notre Dame, Notre Dame, 8–22 stycznia 1961.
- „Wifredo Lam Malerei, Vic Gentils Bildhauerei”. Kunsthalle, Bazylea, 10 września – 9 października 1966; „Wifredo Lam”. Kestner-Gesellshaft, Hanower, 16 grudnia 1966 – 16 stycznia 1967; Stedelijk Museum, 26 stycznia – 12 marca 1967; Moderna Museet, Sztokholm, 8 kwietnia – 7 maja 1967; Palais des Beaux-Arts, Bruksela, 18 maja – 18 czerwca 1967.
- „Wifredo Lam”. Ordrupgaard, Charlottenlund (Dania), 14 września – 15 października 1978; Sonja Henie, Niels Onstad Foundation, Høvikkoden (Norwegia),
- „Homenaje a Wifredo Lam 1902–1982”. Museo Nacional de Arte Contemporaneo, Madryt, 20 października – 12 grudnia 1982; Musée d’Ixelles, Brussels, 7 stycznia – 6 marca 1983; Musée d’Art Moderne de la Ville de Paris, Paryż, 23 marca – 22 maja 1983.
- „Wifredo Lam, Prints”. Central Institute of Fine Arts, Pekin; Palace of Fine Arts, Szanghaj; Institute of Fine Arts, Hangzhou, Institute of Fine Arts; Guangzhou; Art Center, Hongkong, wrzesień 1991 – marzec 1992.
- „Wifredo Lam: A Retrospective of Works on Paper”. Americas Society, Nowy Jork, 19 września – 20 grudnia 1992; Fundacio La Caixa, Barcelona, 21 stycznia – 21 marca 1993.
- „Wifredo Lam”. Museo Nacional Centreo de Arte Reina Sofia, Madryt, 29 września – 14 grudnia 1992; Fundacio Miro, Barcelona, 21 stycznia – 21 marca 1993.
- „Lam métis”. Fondation Dapper, Paryż, 26 września 2001 – 20 stycznia 2002.
- „Wifredo Lam: The Changing Image, Centennial Exhibition”. Yokohama Museum of Art, Jokohama, październik 2002 – styczeń 2003.
- „Wifredo Lam et les poètes”. Musée Campredon, Maison René Char, L’Isle sur la Sorgue, France, 7 lipca – 2 października 2005.
- „Wifredo Lam in North America”, Haggerty Museum of Art, Marquette University, Milwaukee 11 października 2007 – 21 stycznia 2008. Miami Art Museum, Miami, 8 lutego – 18 maja 2008; Museum of Latin American Art, Long Beach, 12 czerwca – 31 sierpnia 2008; Dali Museum, St. Petersburg (FL), 2 października 2008 – 10 stycznia 2009.
- „Lam: a obra grafica”. Caixa CulturalRio de Janeiro/Pinacoteca do Estado, São Paulo. Październik 2009 – maj 2010.
- „Wifredo Lam. Voyages entre Caraibes et avant-gardes”. Musée des Beaux-Artes de Nantes, Nantes. 29 kwietnia – 29 sierpnia 2010.
- „Césaire, Lam, Picasso, Nous nous sommes trouvés". Galerie nationales du Grand Palais, Paryż. 16 marca – 6 czerwca 2011.
- „Césaire, Lam, Picasso, Nous nous sommes trouvés". Fondation Clément, Le François (Martynika). 6 grudnia 2013 – 2 marca 2014.
- „Wifredo Lam. Imagining New Worlds", McMullen Museum of Art, Boston, 30 sierpnia – 14 grudnia 2014; High Museum of Art, Atlanta, 10 lutego – 24 maja 2015.
- „Wifredo Lam", Musée national d'Art Moderne, Centre Georges Pompidou, Paryż, 30 września 2015 – 15 lutego 2016; Museo Nacional Centro de Arte Reina Sofia, Madryt, 5 kwietnia – 15 sierpnia 2016; Tate Modern, Londyn, 14 września 2016 – 8 stycznia 2017.